# Dżunglak rudogłowy
Dżunglak rudogłowy (Pellorneum ruficeps) – gatunek niewielkiego ptaka z rodziny dżunglaków (Pellorneidae). Występuje głównie w zaroślach i w lasach wilgotnych w górskich rejonach Azji Południowej i Południowo-Wschodniej. Żeruje w małych grupach na dnie lasu, podnosząc elementy ściółki w poszukiwaniu zdobyczy. Zazwyczaj przebywa w niskich zaroślach, gdzie łatwo może się ukryć.

## Systematyka
Wyróżniono ponad dwadzieścia podgatunków P. ruficeps:
- Pellorneum ruficeps olivaceum Jerdon, 1839 – południowo-zachodnie Indie.
- Pellorneum ruficeps ruficeps Swainson, 1832 – zachodnie i środkowe Indie.
- Pellorneum ruficeps pallidum Abdulali, 1982 – południowo-wschodnie Indie.
- Pellorneum ruficeps punctatum (Gould, 1838) – zachodnie Himalaje.
- Pellorneum ruficeps mandellii Blanford, 1871 – Nepal do Arunachal Pradesh (północno-wschodnie Indie).
- Pellorneum ruficeps chamelum Deignan, 1947 – południowy Asam (północno-wschodnie Indie) i wschodni Bangladesz.
- Pellorneum ruficeps pectorale Godwin-Austen, 187 – wschodni Arunachal Pradesh i północna Mjanma.
- Pellorneum ruficeps ripleyi Deignan, 1947 – wschodni Asam.
- Pellorneum ruficeps vocale Deignan, 1951	 – Manipur (północno-wschodnie Indie).
- Pellorneum ruficeps stageri Deignan, 1947 – północno-wschodnia Mjanma.
- Pellorneum ruficeps shanense Deignan, 1947 – wschodnia Mjanma do południowych Chin.
- Pellorneum ruficeps hilarum Deignan, 1947 – środkowa Mjanma.
- Pellorneum ruficeps victoriae Deignan, 1947 – zachodnia Mjanma.
- Pellorneum ruficeps minus Hume, 1873 – południowa Mjanma.
- Pellorneum ruficeps subochraceum Swinhoe, 1871 – południowo-wschodnia Mjanma i zachodnia Tajlandia.
- Pellorneum ruficeps insularum Deignan, 1947 – Archipelag Mergui (skrajnie południowa Mjanma).
- Pellorneum ruficeps acrum Deignan, 1947 – zachodnia i południowa Tajlandia do północnego Półwyspu Malajskiego.
- Pellorneum ruficeps chthonium Deignan, 1947 – północno-zachodnia Tajlandia.
- Pellorneum ruficeps indistinctum Deignan, 1947 – skrajnie północna Tajlandia.
- Pellorneum ruficeps elbeli Deignan, 1956 – północno-wschodnia Tajlandia.
- Pellorneum ruficeps dusiti Dickinson & Chaiyaphun, 1970 – wschodnio-środkowa Tajlandia.
- Pellorneum ruficeps oreum Deignan, 1947 – południowy Junnan (południowe Chiny), północny Laos i północno-zachodni Wietnam.
- Pellorneum ruficeps vividum La Touche, 1921 – południowo-wschodni Junnan, północny i środkowy Wietnam.
- Pellorneum ruficeps ubonense Deignan, 1947 – północno-wschodnia Tajlandia, południowy Laos i północno-wschodnia Kambodża.
- Pellorneum ruficeps deignani Deignan, 1951 – południowy Wietnam i wschodnia Kambodża.
- Pellorneum ruficeps dilloni Deignan, 1951 – skrajnie południowy Wietnam i południowo-wschodnia Kambodża.
- Pellorneum ruficeps euroum Deignan, 1947 – południowo-środkowa i południowo-wschodnia Tajlandia, zachodnia Kambodża.
- Pellorneum ruficeps smithi Riley, 1924 – wyspy południowo-wschodniej Tajlandii i Kambodży.

## Charakterystyka
Dżunglak rudogowy ma brązowo-oliwkowe zabarwienie górnych części ciała oraz skrzydeł. Brzuch jest biały z brązowymi smugami. Górna część głowy jest ruda, policzki brązowe z rudą smugą poniżej oczu. Długość ciała wynosi około 15 centymetrów. 

## Występowanie
Jest szeroko rozpowszechniony na terenie Indii, w Asamie i Mjanmie, na wschodzie aż do Półwyspu Malajskiego. Na zachodzie obserwowany do zachodnich krańców Himalajów. Występuje w ponad dwudziestu podgatunkach, różniących się od siebie jedynie tonacją ubarwienia. P. r. punctatum występuje na północy Indii i w zachodnich Himalajach, często spotykany jest na uprawach herbaty. W Nepalu, Birmie i Assamie występuje P. r. mandellii. Typowa forma gatunku obserwowana jest w południowych stanach Indii. Wszystkie podgatunki występują na wysokościach od 500 do 1200 metrów n.p.m., czasami nawet wyżej. Nie migruje.

## Zachowanie i rozród
Dżunglak rudogłowy jest częściej słyszany niż widziany, gdyż wydaje z siebie głośne dźwięki przypominające gwizd. Jego odgłos jest łatwy do powtórzenia, a ptak odpowiada na próby naśladowania go. Poza sezonem godowym żyje we wspólnie żerujących grupach. Większość swojego życia spędza na ziemi w poszukiwaniu drobnych insektów wśród opadłych liści i w kępkach trawy. Jest bardzo płochliwy, odgłos kroków powoduje natychmiastową ucieczkę i wydawanie odgłosów alarmujących resztę grupy.
Sezon godowy trwa od marca do maja, ale czasami obserwuje się drugi wychów w sierpniu. Gniazdo jest położone na ziemi, pośród skał i zarośli, a zbudowane jest z opadłych liści i innych organicznych odpadków. Gniazdo nie rzuca się w oczy w otoczeniu mchu i gałęzi. Zazwyczaj znosi od 2 do 5 półtoracentymetrowej długości jaj. Jaja są biało-zielone bądź biało-żółte pokryte brązowymi kropkami. Młode wylatują z gniazda około 13. dnia po wylęgu.

## Status
Międzynarodowa Unia Ochrony Przyrody (IUCN) uznaje dżunglaka rudogłowego za gatunek najmniejszej troski (LC, Least Concern) nieprzerwanie od 1988 roku. Liczebność populacji nie została oszacowana, ale ptak ten jest opisywany jako zazwyczaj pospolity. Trend liczebności populacji jest stabilny.